# Jean McDowell
Jean H. McDowell po mężu Burnett (ur. 22 września 1908 w Edynburgu, zm. 2 lutego 2000 tamże) – szkocka pływaczka reprezentująca Wielką Brytanię oraz Szkocję, uczestniczka igrzysk olimpijskich, medalistka igrzysk Imperium Brytyjskiego oraz mistrzostw Europy.
Jej pierwszym znaczącym startem na zawodach międzynarodowych były IX Letnie Igrzyska Olimpijskie w 1928 roku w Amsterdamie. Wystartowała tam w wyścigu na dystansie 100 metrów w stylu dowolnym, gdzie z piątym czasem zakwalifikowała się do wyścigu finałowego. Tam przypłynęła na metę z identycznym czasem co jej koleżanka z brytyjskiej reprezentacji, Angielka Joyce Cooper. Decyzją pięcioosobowego składu sędziowskiego to Cooper otrzymała brązowy medal stosunkiem głosów 3:2.
Później McDowell zdobywała medale na igrzyskach Imperium Brytyjskiego i mistrzostwach Europy. W 1930 roku reprezentowała Szkocję na I Igrzyskach Imperium Brytyjskiego. Zdobyła tam brązowy medal płynąc na trzeciej zmianie sztafety 4 × 100 jardów stylem dowolnym razem z Sarą Stewart, Ellen King i Jessie McVey. Na Mistrzostwach Europy w Paryżu w 1931 zdobyła srebro w brytyjskiej sztafecie 4 × 100 metrów stylem dowolnym. Mimo tych dobrych startów na Letnie Igrzyska Olimpijskie w Los Angeles nie została powołana do reprezentacji. Na kolejnych igrzyskach Imperium Brytyjskiego, rozgrywanych w 1934 roku w Londynie, zdobyła dwa brązowe medale dla Szkocji: indywidualnie na 100 metrów stylem dowolnym i płynąc na pierwszej zmianie szkockiej sztafety 3 × 110 jardów stylem zmiennym.